# Nikica Kalogjera
Nikica Kalogjera, hrvaški zdravnik, skladatelj, dirigent, aranžer in producent, * 19. maj 1930, Beograd, † 27. januar 2006.